# اثر فتوولتایی

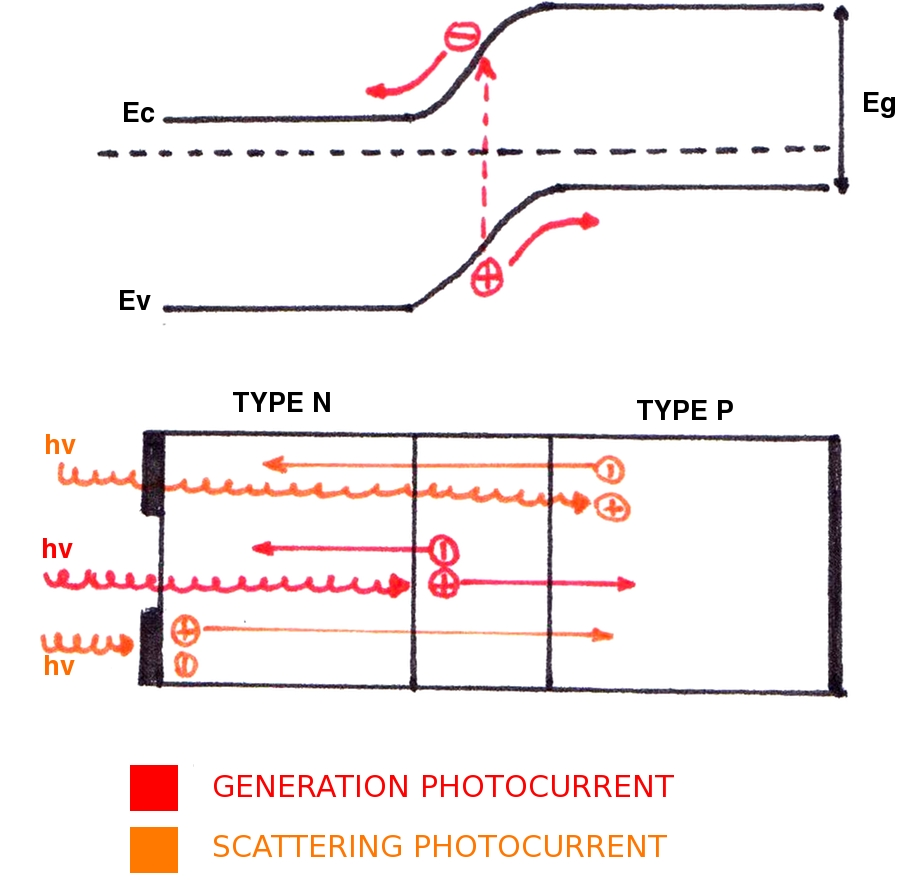
نمودار نواری از اثر فتوولتاییک. فتون‌ها انرژی خود را به الکترون‌ها در مناطق خالی از بار یا ناحیه نیمه‌خنثی می‌دهند. این الکترون‌ها از نوار ظرفیت به نوار رسانش حرکت میکنند.

تولید الکتریسیته در مواد نیم‌رسانا براثر تابش امواج الکترومغناطیسی را اثر فُتوولتایی (به انگلیسی: Photovoltaic effect) می‌گویند. فرهنگستان زبان فارسی نام این پدیده را با املای «اثر فوتوولتایی» ارائه داده‌است.
اثر فتوولتایی به معنی تولید شدن ولتاژ یا جریان الکتریکی متناظر با آن در ماده به دلیل در معرض نور قرار گرفتن است. اگرچه اثر فوتوولتایی به‌طور مستقیم به اثر فوتوالکتریک مربوط است با این حال این دو پروسه متفاوت بوده و باید بین آن‌ها تمایز قائل شد.